# Eugaster berlandi
Eugaster berlandi är en insektsart som beskrevs av Lucien Chopard 1940. Eugaster berlandi ingår i släktet Eugaster och familjen vårtbitare. Inga underarter finns listade i Catalogue of Life.